# Aleš Urbánek
Aleš Urbánek (* 25. Mai 1980 in Slavičín) ist ein tschechischer Fußballspieler.

## Sportlicher Werdegang
Urbánek spielte in seiner Jugend für die Vereine FC TVD Slavičín, FC MEZ Brumov, SK Šanov und FC Zlín. Seine erste Profistation war von 1997 bis 1998 der Zweitligist SK LeRK Prostějov. Anfang 1999 wurde er von SK Sigma Olmütz verpflichtet. In dieser Zeit wurde der talentierte Mittelfeldspieler in den tschechischen U-18-, U-20- und U-21-Auswahlen eingesetzt. Allerdings galt er als problematischer Spieler und wurde mehrmals suspendiert. 
Nach fünf Jahren in Olmütz ging Urbánek zu Spartak Moskau, für die er nur sieben Spiele absolvierte und zur Saison 2004/05 an Sparta Prag ausgeliehen wurde. Auch in der Spielzeit 2005/06 verlieh Spartak Moskau ihn an den slowakischen Klub FC Artmedia Bratislava. Im September 2006 wechselte Urbánek abermals den Verein und schloss sich für ein Jahr auf Leihbasis Slavia Prag an. Dort spielte er nur unregelmäßig und konnte sich nicht durchsetzen. Zur Saison 2007/08 kehrte er nach Bratislava zurück. Zur Saison 2009/10 wechselte Urbánek zum tschechischen Erstliga-Aufsteiger 1. FC Slovácko. Nach einer Saison verließ er den 1. FC Slovácko und ging zum FK Senica. Nachdem er in Senica in der Hinrunde der Saison 2011/12 nur zu fünf Einsätzen gekommen war, wechselte er im Winter 2011 zu DAC Dunajská Streda. Nachdem er in der Rückrunde elf Einsätze in der Corgon Liga für DAC absolviert hatte, wechselte er im Sommer 2012 auf Leihbasis zum slowakischen Zweitligisten TJ Baník Ružiná. Nach dem verpassten Klassenerhalt beendete Urbánek im Sommer 2013 seine Profilaufbahn und wechselte zum FC RAK Provodov, der im regionalen Amateurbereich spielte, sowie später zum TJ Sokol Nevšová.